# 水錘作用

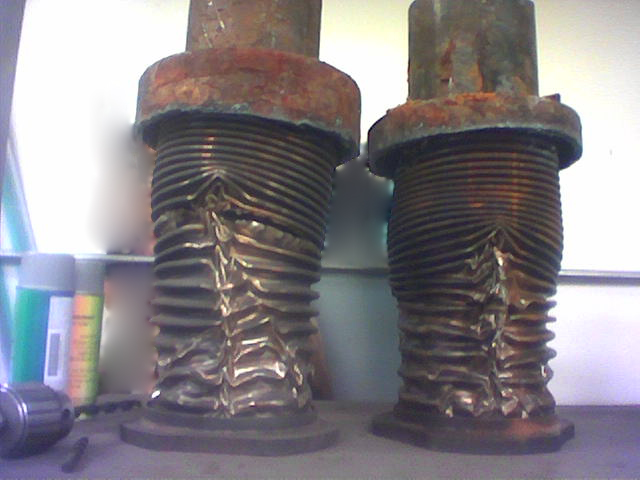
被水錘作用破壞的伸縮縫

水錘作用（英語：Water Hammer），或稱水擊，是流體的壓力突增或是壓力波動造成的現象。意指水流於長管路中流動，此時若將管路下游之閥門快速關閉，水流之流動具有慣性之動量，因此水流之慣性動量持續往前推擠，造成管內壓力急速上升，造成管路受到破壞。在住家發生時，除了慢慢的破壞管線外，其噪音會造成很大的困擾，常會讓人誤以為噪音是鄰居製造的。
水錘作用大小則視水路之流量與水頭落差（指管路兩頭落差），瞬間流量與水頭落差愈大，造成流速愈快，相對地水流的慣性動量愈大，產生水錘作用所造成之巨大壓力更是驚人，有可能造成設備之損害，因此通常會有洩壓裝備將管內壓力宣洩，減低管內水流造成衝衝擊波持續震盪。
水錘作用的發生並不仅限于水流，流體（包括氣體、液體及氣液混合體）的管路流動均有可能產生水錘作用。

## 水錘作用過程
該產生之壓力以水中之音速往上游傳遞為壓力波，並逐漸停止水流，當壓力波傳抵管路上游出口，則壓力被釋放。此時，因管內之壓力大於上游出口外之壓力，導致管中水流開始往上游出口迴流。當此迴流抵閥門時，因閥門為關閉狀態，造成閥門處產生負壓波，水流又趨於靜止。該負壓波再度傳抵管路上游出口，造成水流再度往管路中流進。如此水流持續在管中震盪，因受管壁摩阻力之影響及管路上游水流進出之阻力影響，該水流震盪強度將逐漸縮小，直至水流完全停止。
當高速行進之列車進入隧道，重擊隧道內之空氣亦會產生高壓波，該高壓波如同水錘作用之壓力波在隧道內傳遞，並逐漸將隧道內之空氣加速，則被稱之為活塞效應。

### 強度概算
水錘作用所產生之壓力在不考量管路之摩阻力情況下其值大約為水之密度與音速及流速改變量之乘積，水之密度每立方公尺約為1000公斤、固定鋼管中水傳遞之音速一般大於每秒1000公尺，若水之流速原為每秒1公尺，因閥門突然瞬間關閉使得流速變停止，則其產生之壓力便為1百萬帕（Pa），若管路之面積為1平方公尺，則其作用力可達1百萬牛頓。

### 實例
台北动物园利用电磁阀代替抽水泵控制抽水时产生的虹吸导致的水锤问题，同时因此节约用水。
南化水庫連通管路爆管有可能為管路無法抵擋水錘作用所產生之壓力。

### 解決方法
在水力發電輸水路與鋼管之間常設有平壓塔，便是在減緩水錘之壓力波往水路上游傳遞之強度，或於管路間設置釋壓閥將過大之壓力予以釋放，有些氣體管路則設置有氣室（air chamber），等等。但最為有效、最低成本的安全做法是：開啟或關閉閥門時，閥門之開孔避免過快關閉，換言之，不要使管路中之水流速度發生遽烈改變。

## 不穩定流摩阻力
管壁與震盪水流之摩阻力( 不穩定流摩阻力 )是指：當穩定水流於管路中流動，其產生之摩阻力已被詳細研究(可参考一般流體力學書籍)。所以在水錘作用之管路亦常有人以近似穩定流摩阻力進行計算，但由研究發現該摩阻力遠遠大於近似穩定流之摩阻力，因此若以不穩定流摩阻力計算則更為準確。不穩定流之摩阻力不僅與當時管路中斷面之平均速度有關，且與其平均流速之變化歷史有關，越久遠前之流速對於目前之摩阻力影響則越小
。而目前對於不穩定流摩阻力之研究僅止於直管，對於彎管及分岐管等，則有待更近一步之研究。

## 液體管路之流體動力分析

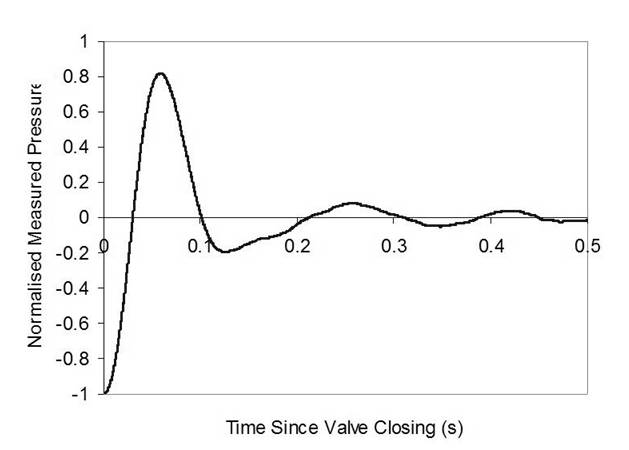
典型的水錘作用壓力波

当一复杂系统之流体管路，其管路系统之复杂连结及相关设施，将必须仰赖流体动力软件程式进行分析，而该类软件程式则必须考量快速波动之传递，而若要提高其分析之精确度则必须考量不稳定流摩阻力之作用。
水錘效應可以通過下面的偏微分方程組來模擬。
{\displaystyle {\frac {\partial V}{\partial x}}+{\frac {1}{B_{m}}}{\frac {\partial P}{\partial t}}=0\,}
{\displaystyle {\frac {\partial V}{\partial t}}+{\frac {1}{\rho }}{\frac {\partial P}{\partial x}}+{\frac {f}{2D}}V|V|=0\,}
其中V是內管的流體的速度, {\displaystyle \rho } 是流體密度和{\displaystyle B_{m}} 是相等的體積模量, f 是摩擦係數。